# Éguzon-Chantôme
Éguzon-Chantôme là một xã ở tỉnh Indre khu vực trung bộ Pháp. Xã này có diện tích kilômét vuông, dân số thời điểm năm 1999 là người. Khu vực này có độ cao trung bình 240 mét trên mực nước biển. Xã nằm bên sông Creuse. Đập thủy điện (đập Eguzon) khai trươngnăm 1923, tạo ra hồ Chambon là một địa điểm giải trí và các môn thể thao nước.